# Associazione Calcio Cesena 2015-2016
Questa voce raccoglie le informazioni riguardanti l'Associazione Calcio Cesena nelle competizioni ufficiali della stagione 2015-2016.

## Stagione
Nella stagione 2015-2016 il Cesena retrocesso dalla massima serie, punta su un tecnico giovane, il crotonese Massimo Drago, raccoglie 68 punti in quinta posizione, accede ai Play-off, ma viene eliminato nel preliminare (1-2) dallo Spezia che era finito dietro in campionato. Con Cagliari e Crotone sale in Serie A il Pescara, che ha vinto i Play-off. La squadra bianconera raccoglie 32 punti nel girone di andata e 36 nel girone di ritorno. Con 13 reti il miglior marcatore stagionale cesenate è stato Camillo Ciano, preso dal Parma fallito e costretto a ripartire dalla Serie D. Si è messo in evidenza Franck Kessié arrivato dalle giovanili dell'Atalanta, preso come difensore, avanzato a centrocampo con esiti clamorosi. In Coppa Italia Tim Cup il Cesena disputa tre turni, nel secondo elimina (4-0) il Lecce, nel terzo elimina (1-4) il Catania, nel quarto esce dal torneo superato (4-1) dal Torino.

## Divise e sponsor
Lo sponsor tecnico della stagione 2015-2016 (per la seconda stagione consecutiva) è Lotto mentre lo sponsor ufficiale, a partire dal 2016, è Suntrades.
| Casa | Trasferta | Terza Divisa |

## Organigramma societario
Area direttiva
- Presidente: Giorgio Lugaresi

Area organizzativa
- Team manager: Fiorenzo Treossi
- Magazziniere: Luca Benini, Daniele Galassi

Area tecnica
- Direttore sportivo: Rino Foschi
- Allenatore: Massimo Drago
- Allenatore in seconda: Giuseppe Galluzzo
- Collaboratore tecnico: Fabio Errigo
- Preparatore/i atletico/i: Andrea Nocera
- Preparatore dei portieri: Francesco Antonioli

Area sanitaria
- Responsabile: Paolo Bazzocchi
- Medici sociali: Dante Boscherini
- Collaboratore staff sanitario: Alberto Budini
- Fisioterapista: Stefano Valentini, Giovanni Riva, Massimo Ridolfi
- Nutrizionista: Andrea Del Seppia
- Collaboratore fisioterapico: Mauro Guido Ferrini
- Osteopata: Giorgio Caiterzi
- Ortodonzia e gnatologia: Andrea Alberti

## Rosa
| N. |                   | Ruolo | Calciatore                   |
| -- | ----------------- | ----- | ---------------------------- |
| 1  | Italia (bandiera) | P     | Federico Agliardi            |
| 2  | Italia (bandiera) | C     | Matteo Gasperi               |
| 3  | Italia (bandiera) | D     | Francesco Renzetti           |
| 4  | Italia (bandiera) | C     | Emmanuel Cascione (capitano) |
| 5  | Italia (bandiera) | C     | Stefano Sensi                |
| 6  | Italia (bandiera) | D     | Stefano Lucchini             |
| 7  | Italia (bandiera) | D     | Antonio Mazzotta             |
| 8  | Italia (bandiera) | C     | Luca Valzania                |
| 10 | Italia (bandiera) | C     | Andrea Tabanelli             |
| 11 | Italia (bandiera) | A     | Antonino Ragusa              |
| 13 | Italia (bandiera) | D     | Mattia Caldara               |
| 14 | Italia (bandiera) | A     | Riccardo Improta             |
| 15 | Italia (bandiera) | A     | Nicola Dalmonte              |
| 16 | Italia (bandiera) | A     | Luca Garritano               |
| 17 | Italia (bandiera) | C     | Salvatore Molina             |

| N. |                                 | Ruolo | Calciatore       |
| -- | ------------------------------- | ----- | ---------------- |
| 18 | Bosnia ed Erzegovina (bandiera) | A     | Milan Đurić      |
| 19 | Italia (bandiera)               | A     | Davide Succi     |
| 20 | Italia (bandiera)               | C     | Federico Varano  |
| 22 | Italia (bandiera)               | P     | Alfred Gomis     |
| 23 | Costa d'Avorio (bandiera)       | C     | Moussa Koné      |
| 24 | Italia (bandiera)               | D     | Gabriele Perico  |
| 25 | Italia (bandiera)               | D     | Daniele Capelli  |
| 26 | Italia (bandiera)               | C     | Gabriele Moncini |
| 27 | Italia (bandiera)               | A     | Lorenzo Rosseti  |
| 28 | Italia (bandiera)               | A     | Camillo Ciano    |
| 29 | Italia (bandiera)               | P     | Pietro Menegatti |
| 30 | Costa d'Avorio (bandiera)       | D     | Franck Kessié    |
| 31 | Italia (bandiera)               | D     | Filippo De Col   |
| 32 | Islanda (bandiera)              | D     | Hörður Magnússon |

## Risultati

### Serie B

#### Girone di andata
| Arbitro: | Pezzuto (Lecce) |

|                                |           |  |
| Castellini 2’ (aut.) Ragusa 6’ | Marcatori |  |

| Arbitro: | Pairetto (Torino) |

|                      |           |            |
| Sestu 46’ Caputo 50’ | Marcatori | 16’ Ragusa |

| Arbitro: | Di Paolo (Avezzano) |

|             |           |                           |
| Petagna 93’ | Marcatori | 59’ Ciano 69’, 80’ Ragusa |

| Arbitro: | Pinzani (Empoli) |

|                         |           |  |
| Perico 17’ Cascione 69’ | Marcatori |  |

| Perugia 26 settembre 2015, ore 15:00 CEST 5ª giornata | Perugia          | 0 – 0 referto | Cesena | Stadio Renato Curi (9 477 spett.)\| Arbitro: \| Abisso (Palermo) \| |
| Arbitro:                                              | Abisso (Palermo) |               |        |                                                                     |

| Arbitro: | Chiffi (Padova) |

|                  |           |  |
| Sensi 64’ (rig.) | Marcatori |  |

| Arbitro: | Pasqua (Tivoli) |

|                                   |           |               |
| Farias 37’ Sau 63’ Melchiorri 74’ | Marcatori | 73’ Magnussom |

| Arbitro: | Nasca (Bari) |

|                                                                  |           |            |
| Garritano 45+1’, 50’ Sensi 61’ (rig.) Djuric 73’ (rig.) Kone 86’ | Marcatori | 8’ Postigo |

| Arbitro: | Pinzani (Empoli) |

|          |           |           |
| Bovo 33’ | Marcatori | 79’ Ciano |

| Arbitro: | Candussio (Cervignano del Friuli) |

|                                   |           |                |
| Đurić 12’ Garritano 30’ Ciano 89’ | Marcatori | 51’ Bentivegna |

| Arbitro: | Saia (Palermo) |

|                       |           |  |
| Perico 27’ Kessiè 75’ | Marcatori |  |

| Arbitro: | Pezzuto (Lecce) |

|            |           |  |
| Corvia 70’ | Marcatori |  |

| Arbitro: | Ghersini (Genova) |

|  |           |                         |
|  | Marcatori | 40’ De Luca 60’ Maniero |

| Arbitro: | Sacchi (Macerata) |

|            |           |             |
| Galano 41’ | Marcatori | 28’ Caldara |

| Arbitro: | Maresca (Napoli) |

|            |           |  |
| Ragusa 12’ | Marcatori |  |

| Arbitro: | Chiffi (Padova) |

|                        |           |  |
| Budimir 58’ Balasa 75’ | Marcatori |  |

| Cesena 8 dicembre 2015, ore 15:00CEST 17ª giornata | Cesena        | 0 – 0 referto | Trapani | Stadio Dino Manuzzi (11 276 spett.)\| Arbitro: \| Marini (Roma) \| |
| Arbitro:                                           | Marini (Roma) |               |         |                                                                    |

| Arbitro: | Minelli (Varese) |

|                                    |           |  |
| F. Rossi 10’ Di Roberto 24’ (rig.) | Marcatori |  |

| Arbitro: | Saia (Palermo) |

|                                              |           |  |
| Rosseti 8’ Kessiè 76’ Caldara 78’ Ragusa 93’ | Marcatori |  |

| Novara 24 dicembre 2015, ore 20:30 CEST 20ª giornata | Novara       | 0 – 0 referto | Cesena | Stadio Silvio Piola (6 135 spett.)\| Arbitro: \| Nasca (Bari) \| |
| Arbitro:                                             | Nasca (Bari) |               |        |                                                                  |

| Arbitro: | Abisso (Palermo) |

|            |           |                             |
| Djuric 13’ | Marcatori | 53’ Bastien 62’ L. Castaldo |

#### Girone di ritorno
| Arbitro: | Pezzuto (Lecce) |

|                                                |           |           |
| Ant. Caracciolo 59’ And. Caracciolo 86’ (rig.) | Marcatori | 23’ Đurić |

| Arbitro: | La Penna (Roma) |

|                              |           |  |
| Ciano 45’ (rig.) Caldara 57’ | Marcatori |  |

| Arbitro: | Baracani (Firenze) |

|                                |           |  |
| Ciano 20’ Kessié 32’ Ðuric 83’ | Marcatori |  |

| Modena 7 febbraio 2016, ore 17:30 CET 25ª giornata | Modena         | 0 – 0 referto | Cesena | Stadio Alberto Braglia (5.772 spett.)\| Arbitro: \| Saia (Palermo) \| |
| Arbitro:                                           | Saia (Palermo) |               |        |                                                                       |

| Arbitro: | Candussio (Cervignano del Friuli) |

|                     |           |               |
| Falco 79’ Ciano 89’ | Marcatori | 54’ Ardemagni |

| Arbitro: | Abbattista (Molfetta) |

|                |           |          |
| Ceccherini 19’ | Marcatori | 60’ Koné |

| Arbitro: | Manganiello (Pinerolo) |

|                     |           |  |
| Sensi 57’ Đurić 69’ | Marcatori |  |

| Arbitro: | Di Paolo (Avezzano) |

|          |           |            |
| Nenê 70’ | Marcatori | 35’ Ragusa |

| Arbitro: | Baracani (Firenze) |

|                  |           |                               |
| Ciano 19’ (rig.) | Marcatori | 28’ (rig.) Coda 90+4’ Bagadur |

| Arbitro: | Maresca (Napoli) |

|           |           |                                    |
| Bessa 34’ | Marcatori | 64’ Perico 65’ Đurić 90+3’ Rosseti |

| Arbitro: | Nasca (Bari) |

|                                       |           |  |
| N. Ferrari 45+3’ (rig.) Marilungo 79’ | Marcatori |  |

| Arbitro: | Martinelli (Roma) |

|                                 |           |  |
| Ciano 4’, 70’ (rig.) Ragusa 73’ | Marcatori |  |

| Bari 4 aprile 2016, ore 20:30 CEST 34ª giornata | Bari                | 0 – 0 referto | Cesena | Stadio San Nicola (29.514 spett.)\| Arbitro: \| Aureliano (Bologna) \| |
| Arbitro:                                        | Aureliano (Bologna) |               |        |                                                                        |

| Arbitro: | Di Paolo (Avezzano) |

|             |           |            |
| Rosseti 52’ | Marcatori | 35’ Ebagua |

| Arbitro: | Pasqua (Tivoli) |

|              |           |  |
| Lapadula 78’ | Marcatori |  |

| Arbitro: | Abbattista (Molfetta) |

|                |           |             |
| Ciano 17’, 33’ | Marcatori | 62’ Budimir |

| Arbitro: | Chiffi (Padova) |

|                          |           |              |
| Barillà 37’ Petković 57’ | Marcatori | 90’ Dalmonte |

| Arbitro: | Manganiello (Pinerolo) |

|                      |           |                |
| Kessié 43’ Falco 70’ | Marcatori | 90’ Mustacchio |

| Arbitro: | Serra (Torino) |

|              |           |             |
| Ceravolo 17’ | Marcatori | 14’ Rosseti |

| Arbitro: | Pinzani (Empoli) |

|           |           |  |
| 5’ Ragusa | Marcatori |  |

| Arbitro: | La Penna (Roma) |

|           |           |                |
| Arini 13’ | Marcatori | 11’, 61’ Falco |

#### Play-off
| Arbitro: | Pairetto (Nichelino) |

|                  |           |                                 |
| Ciano 65’ (rig.) | Marcatori | 40’ (aut.) Renzetti 85’ Postigo |

### Coppa Italia

#### Turni eliminatori
| Arbitro: | Chiffi (Padova) |

|                                          |           |  |
| Ragusa 13’ Rodríguez 60’, 75’ Molina 66’ | Marcatori |  |

| Arbitro: | Mariani (Aprilia) |

|           |           |                                                  |
| Ramos 43’ | Marcatori | 22’ (aut.) L. Bacchetti 61’ Đurić 65’, 67’ Ciano |

| Arbitro: | Mariani (Aprilia) |

|                                                 |           |              |
| Gazzi 3’ Moretti 13’ Maxi López 51’ Benassi 84’ | Marcatori | 68’ Cascione |

## Statistiche

### Statistiche di squadra
| Competizione | Punti | In casa | In casa | In casa | In casa | In casa | In casa | In trasferta | In trasferta | In trasferta | In trasferta | In trasferta | In trasferta | Totale | Totale | Totale | Totale | Totale | Totale | DR  |
| Competizione | Punti | G       | V       | N       | P       | Gf      | Gs      | G            | V            | N            | P            | Gf           | Gs           | G      | V      | N      | P      | Gf     | Gs     | DR  |
| ------------ | ----- | ------- | ------- | ------- | ------- | ------- | ------- | ------------ | ------------ | ------------ | ------------ | ------------ | ------------ | ------ | ------ | ------ | ------ | ------ | ------ | --- |
| Serie B      | 68    | 21      | 16      | 2       | 3       | 40      | 12      | 21           | 3            | 9            | 9            | 17           | 25           | 42     | 19     | 11     | 12     | 57     | 37     | +20 |
| Play-off     | -     | 1       | 0       | 0       | 1       | 1       | 2       | 0            | 0            | 0            | 0            | 0            | 0            | 1      | 0      | 0      | 1      | 1      | 2      | -1  |
| Coppa Italia | -     | 1       | 1       | 0       | 0       | 4       | 0       | 2            | 1            | 0            | 1            | 5            | 5            | 3      | 2      | 0      | 1      | 9      | 5      | +4  |
| Totale       | 68    | 23      | 17      | 2       | 4       | 45      | 14      | 23           | 4            | 9            | 10           | 22           | 30           | 46     | 21     | 11     | 14     | 67     | 44     | +23 |

## Andamento in campionato
| Giornata  | 1  | 2  | 3 | 4 | 5 | 6 | 7 | 8 | 9 | 10 | 11 | 12 | 13 | 14 | 15 | 16 | 17 | 18 | 19 | 20 | 21 | 22 | 23 | 24 | 25 | 26 | 27 | 28 | 29 | 30 | 31 | 32 | 33 | 34 | 35 | 36 | 37 | 38 | 39 | 40 | 41 | 42 |
| --------- | -- | -- | - | - | - | - | - | - | - | -- | -- | -- | -- | -- | -- | -- | -- | -- | -- | -- | -- | -- | -- | -- | -- | -- | -- | -- | -- | -- | -- | -- | -- | -- | -- | -- | -- | -- | -- | -- | -- | -- |
| Luogo     | C  | T  | T | C | T | C | T | C | T | C  | C  | T  | C  | T  | C  | T  | C  | T  | C  | T  | C  | T  | C  | C  | T  | C  | T  | C  | T  | C  | T  | T  | C  | T  | C  | T  | C  | T  | C  | T  | C  | T  |
| Risultato | V  | P  | V | V | N | V | P | V | N | V  | V  | P  | P  | N  | V  | P  | N  | P  | V  | N  | P  | P  | V  | V  | N  | V  | N  | V  | N  | P  | V  | P  | V  | N  | N  | P  | V  | P  | V  | N  | V  | V  |
| Posizione | 10 | 14 | 3 | 3 | 5 | 3 | 7 | 3 | 3 | 3  | 2  | 3  | 4  | 5  | 4  | 5  | 5  | 7  | 7  | 7  | 7  | 8  | 8  | 7  | 6  | 5  | 4  | 4  | 4  | 7  | 5  | 6  | 5  | 6  | 7  | 9  | 7  | 9  | 8  | 8  | 7  | 6  |

Fonte:  Serie B 2015/2016, su Calcio.com. URL consultato il 30 gennaio 2020.
Legenda:

Luogo: C = Casa; T = Trasferta. Risultato: V = Vittoria; N = Pareggio; P = Sconfitta.